# Labourdonnaisia richardiana
Labourdonnaisia richardiana är en tvåhjärtbladig växtart som beskrevs av Jean Baptiste Louis Pierre och André Aubréville. Labourdonnaisia richardiana ingår i släktet Labourdonnaisia och familjen Sapotaceae. Inga underarter finns listade i Catalogue of Life.